# Timothée II de Constantinople
Thimothée II de Constantinople (en grec : Τιμόθεος Β΄ Μαρμαρηνός) fut patriarche de Constantinople de 1612 à 1620. Timothée II Marmarinos est né à Bandırma, sur la rive sud de la mer de Marmara. Le 28 février 1601, il devint métropolite de Patras, bureau qu'il conserva jusqu'à ce qu'il devienne patriarche de Constantinople.

## Biographie
Métropolite de Patras depuis le 28 février 1601, Timothée est substitué à Néophyte II fin octobre ou début novembre 1612 après un mois de vacance du siège pendant lequel Cyrille Loukaris, patriarche d'Alexandrie sous le nom de « Cyrille III », administre provisoirement l'Église de Constantinople.
Après la déposition de Néophyte II en octobre 1612, l'Église de Constantinople est temporairement laissée sous la responsabilité de Cyril Lucaris en qualité de suppléant en raison de sa position de patriarche grec d'Alexandrie. Cyril Lucaris était sur le point d'être nommé patriarche, mais quatre évêques s'opposèrent et obtinrent l'élection de Timothée, l'un des leurs, en tant que patriarche, grâce à la promesse faite au sultan ottoman d'augmenter la redevance annuelle versée par le patriarcat à 8 000 kuruş. Ainsi, après 21 jours d'interregnum, Lucaris abandonna et fin octobre ou en novembre 1612, Timothée devint le patriarche de Constantinople.
Timothée est resté un adversaire féroce de Lucaris, qu'il a forcé à se retirer sur le mont Athos. Timothée a obtenu un mandat d'arrêt contre Lucaris, mais celui-ci s'est enfui à Alexandrie en Égypte. Timothée a également dénoncé Lucaris en tant que luthérienne.
La raison de l’opposition de Timothée à Lucaris n’est pas née de l’alignement de ses principaux ennemis, c’est-à-dire des catholiques, qui s’opposaient à l’attitude pro-protestante de Lucaris. Timothée a également maintenu une attitude anti-catholique, même si en 1615 il a écrit une lettre de déférence au pape Paul V.
En 1614, Timothée reconstruit et agrandit la petite église de Saint-Georges dans le Fanar, devenue depuis 1601 le siège du patriarcat .
Timothée abdique le 3 septembre 1620 et Cyrille Loukaris se fait régulièrement élire. Il est décédé à Constantinople le 3 septembre 1620 ou en mars 1621/1622, selon d'autres sources. À ce moment-là, des rumeurs circulèrent selon lesquelles il aurait été empoisonné lors d'un dîner offert par l'ambassadeur des Pays-Bas, partisan de Lucaris, mais aucune preuve n'existe.